# أرضي السنبلة
أرضي السنبلة (الاسم العلمي: Geostachys)، جنس نباتات من فصيلة الزنجبيلية. موطنها جنوب شرق آسيا
الأنواع
- Geostachys angustifolia K.Larsen - تايلاند
- Geostachys annamensis هنري نيكولاس ريدلي - Vietnam
- Geostachys belumensis C.K.Lim & K.H.Lau - شبه الجزيرة الماليزية
- Geostachys chayanii Mayoe - تايلاند
- Geostachys decurvata (جون غيلبرت بيكر) هنري نيكولاس ريدلي - شبه الجزيرة الماليزية
- Geostachys densiflora هنري نيكولاس ريدلي - فيرق، فهغ
- Geostachys elegans هنري نيكولاس ريدلي - شبه جزيرة ماليزيا
- Geostachys erectifrons K.H.Lau, C.K.Lim & Mat-Salleh - شبه الجزيرة الماليزية
- Geostachys holttumii K.Larsen - تايلاند
- Geostachys kerrii K.Larsen - تايلاند
- Geostachys leucantha B.C.Stone - شبه الجزيرة الماليزية
- Geostachys maliauensis C.K.Lim & K.H.Lau - صباح
- Geostachys megaphylla Holttum - شبه الجزيرة الماليزية
- Geostachys montana (هنري نيكولاس ريدلي) Holttum - شبه الجزيرة الماليزية
- Geostachys penangensis هنري نيكولاس ريدلي - بولاو بينانق
- Geostachys pierreana Gagnep. - كمبوديا، فيتنام
- Geostachys primulina هنري نيكولاس ريدلي - شبه الجزيرة الماليزية
- Geostachys rupestris هنري نيكولاس ريدلي - شبه الجزيرة الماليزية
- Geostachys secunda (جون غيلبرت بيكر) هنري نيكولاس ريدلي - شبه الجزيرة الماليزية
- Geostachys sericea (هنري نيكولاس ريدلي) Holttum - شبه الجزيرة الماليزية
- Geostachys smitinandii K.Larsen - تايلاند
- Geostachys sumatrana Valeton - سومطرة
- Geostachys tahanensis Holttum - فهغ
- Geostachys taipingensis Holttum - شبه الجزيرة الماليزية
- Geostachys tratensis Picheans. & Mayoe - تايلاند